# روهربرگ (زاکسونی)-آنهالت
روهربرگ (زاکسونی)-آنهالت (به آلمانی: Rohrberg) یک شهر در آلمان است که در التمارکریز سالزودل واقع شده‌است. روهربرگ ۱٬۲۳۸ نفر جمعیت دارد.